# Meißner Rechtsbuch
Das Meißner Rechtsbuch (auch Meißener Rechtsbuch; Rechtsbuch nach Distinctionen; Schlesisches Landrecht; Vermehrter Sachsenspiegel genannt) ist ein in der zweiten Hälfte des 14. Jahrhunderts entstandenes Stadtrechtsbuch unbekannter Autorenschaft. 
Verfasst wurde die Rechtsaufzeichnung in einer Stadt aus der Markgrafschaft Meißen, vermutlich Zwickau. Das Werk wird durch 76 vollständig und 21 teils erhaltene Handschriften repräsentiert, was auf einen hohen Verbreitungsgrad und ebensolche Akzeptanz hinweist. Sehr umfassend veranschlagt, beinhaltet es Materien des Privat- und Strafrechts, der Stadt- und Gerichtsverfassung sowie des Stadt- und Reichsrechts. Je nach handschriftlichem Textzeugen waren diese in fünf bis acht Bücher aufgeteilt, diese wiederum unterteilt in Kapitel und Ausscheidungen (distinctiones). 
Im Vorwort werden die Geltungsbereiche erläutert und angeführt (I 34,2): die Markgrafschaft Meißen, das Osterland, das Pleißenland und das Vogtland sowie weiter Polen, Böhmen, die Mark Brandenburg, Sachsen, Westfalen und Thüringen. Das Meißner Rechtsbuch gilt als eines der meistrezipierten Rechtsbücher im wettinischen Raum, in Böhmen, Schlesien, Mähren und Altpreußen.
Der anonyme Verfasser unterwarf sich der Mühe, Übereinstimmungen und Unterschiede verschiedener ausgewählter Land-, Weichbild- und Kaiserrechte (eyn buch dez rechten in wichbilde in sechsisszer art) zu erarbeiten. Das Ergebnis edierte er im Stile eines Rechtsvergleichs. Dafür orientierte er sich an den Städten, die sächsisches oder magdeburgisches Recht anwendeten, aber auch das Stadtrecht von Goslar war von erheblicher Relevanz. Da neben dem Repgowschen Spiegel weitere Stadtrechte in die Kompilation einbezogen wurden, wurde auch der Titel Vermehrter Sachsenspiegel gebräuchlich. Partikular spielten noch Mitteilungen eine Rolle, die vom Magdeburger Schöffenstuhl ausgingen, diverse Regelungen zu den Privilegien für Juden, das Zwickauer Rechtsbuch und im allgemeinen Sinne kanonisches Recht. 
Die Entstehung der Rechtsquelle wird auf den Zeitraum zwischen 1358 und 1387 eingegrenzt. Darauf weisen Datierungen der Zwickauer Krämerordnung hin und eine in der Österreichischen Nationalbibliothek verwahrte obersächsische Handschrift. Andererseits wird erwogen, dass das Rechtsbuch auch früher entstanden sein könnte, da zum Kaiserrecht die Goldene Bulle aus dem Jahr 1356 keine Erwähnung findet.
Aufgrund seiner Popularität erlangte das Werk ab dem 15. Jahrhundert eine bedeutsame Wirkungsgeschichte. Verschiedene Exemplare des Rechtsbuchs wurden in der Tradition des Sachsenspiegels nunmehr glossiert und Teile in neuere Rechtsbücher entlehnt – etwa in das Eisenacher Rechtsbuch oder das Elbinger Rechtsbuch. Es diente unter anderem zudem als Quelle der IX Bücher der Neufassung des Magdeburger Rechts in den Jahren 1400–1402. Trotz seiner großen Verbreitung und Wirkung gilt das Rechtsbuch bis heute als unzureichend erforscht. Soweit die Quellenfrage durch die Untersuchungen von Friedrich Ortloff oder Hans Planitz und anderen als gelöst betrachtet werden kann, besteht das Desiderat zur Darstellung der Überlieferungs- und Textgeschichte weiterhin.
Im Deutschordensstaat wurde das Meißner Rechtsbuch zu Beginn des 16. Jahrhunderts vom Alten Kulm verdrängt. Es taucht jedoch noch Jahrzehnte nach dem Wechsel des Deutschordensstaates zum Alten Kulm in einem alphabetischen Rechtskodex des herzoglichen Rates Ambrosius Adlers auf.